# 拉贝讷
拉贝讷（法語：Labenne，法語發音：[labɛn]）是法国朗德省的一个市镇，位于该省西南部，属于达克斯区。

## 地理
拉贝讷（43°35'34"N, 1°25'36"W）面积24.48 平方千米，位于法国新阿基坦大区朗德省，该省份为法国西南部沿海省份，是法國本土面积第二大的省，北起吉倫特省，西临大西洋，南至大西洋比利牛斯省，东临热尔省，东北与洛特-加龍省接壤。
与拉贝讷接壤的市镇（或旧市镇、城区）包括：贝内斯马雷讷、卡布勒通、翁德尔、奥尔克斯、圣安德烈德塞尼昂、圣马丹德塞尼昂。

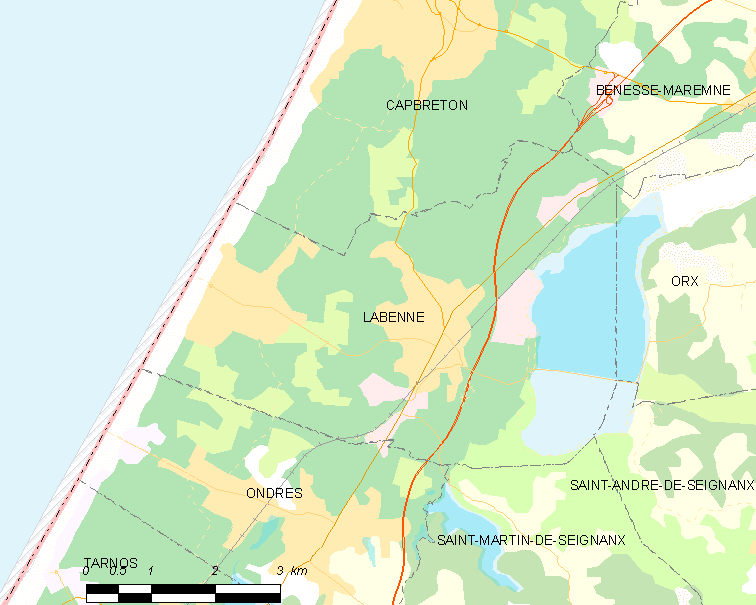
拉贝讷的OSM定位图

拉贝讷的时区为UTC+01:00、UTC+02:00（夏令时）。

## 行政
拉贝讷的邮政编码为40530，INSEE市镇编码为40133。

## 政治
拉贝讷所属的省级选区为蒂罗斯地区县。

## 人口

1962-2008年间拉贝讷人口变化图示

拉贝讷于2022年1月1日时的人口数量为7095人。

## 交通
朗德省省道D71线、D652线和D810线经过境内。法国国家A63号高速公路经过境内东部但未设出入口。
拉贝讷站是波尔多－伊伦铁路上的一个车站。